# 제로 (1994년생 프로게이머)
제로(본명: 윤경섭, 1994년 7월 16일 ~ )는 대한민국의 전직 리그 오브 레전드 프로게이머 출신 프로게임단 지도자이다. 선수 시절 아이디는 Zero였으며 포지션은 서포터였다. 현재 빅토리 파이브의 코치를 맡고 있다.

## 선수 시절
2012년 10월 10일, KT 롤스터 애로우즈에 입단하면서 프로 커리어를 시작했다. 2012-2013 윈터 시즌 12강에서 3연속 MVP를 기록하면서 LCK 통산 4번째 연속 세트 MVP를 기록했다. 2014년 2월, KT 롤스터 불릿츠로 자리를 옮겼다. 불릿츠 입단이후 정글로 포지션을 변경했다. 이후 서포터로 포지션을 변경했다.
2014년 6월, 스타 호른 로열 클럽에 입단했다. 입단 이후 좋은 모습을 보여주었으며 2014년 LPL 연간 어워드 베스트 서포터를 수상했다. 리그 오브 레전드 월드 챔피언십 2014에는 로스터에 포함되면서 참가했다. 대회 기간 동안 좋은 모습을 보여주었으며 팀의 월즈 준우승에 기여했다. 2015 스프링 시즌에서는 분전하는 모습을 보여주었지만 팀은 부진에 빠져 강등되었다.
2015년 5월, 팀 킹에 입단했다. 하지만 서머 시즌 팀은 강등되었다.
2016시즌을 앞두고 팀 WE에 입단했다. 2016시즌 동안 좋은 모습을 보여주었다. 2017시즌에는 팀의 서브 멤버로 간간히 출전을 기록하였으며 스프링 시즌에는 팀의 우승에 기여했다. 리그 오브 레전드 미드 시즌 인비테이셔널에는 식스맨으로 참가했다. 리프트 라이벌즈 2017에는 팀의 주전 서포터로 활동하며 LPL의 우승에 기여했다.

## 은퇴 이후
2018년 5월, 팀 WE의 코치로 부임했다. 2019년 5월, 군 문제로 퇴단했다.
2022시즌을 앞두고 빅토리 파이브의 코치로 부임했다.

## 소속팀

### 선수
| # | 팀명                | 소속 기간             | 소속 리그 | 비고 |
| - | ------------------- | --------------------- | --------- | ---- |
| 1 | KT 롤스터 애로우즈  | 2012.10.10~2014.06.01 | LCK       |      |
| 2 | 스타 호른 로열 클럽 | 2014.06.01~2015.05.16 | LPL       |      |
| 3 | 팀 킹               | 2015.05.16~2015.08.28 | LPL       |      |
| 4 | 팀 WE               | 2015.12.24~2018.05.23 | LPL       |      |

### 지도자
| # | 팀명          | 직책 | 소속 기간             | 소속 리그 | 비고 |
| - | ------------- | ---- | --------------------- | --------- | ---- |
| 1 | 팀 WE         | 코치 | 2018.05.23~2019.05.25 | LPL       |      |
| 2 | 빅토리 파이브 | 코치 | 2021.12.25~           | LPL       |      |

## 수상 내역

### 팀
- 리그 오브 레전드 프로리그 스프링 2017 우승
- 리프트 라이벌즈 2017 우승

### 개인
- 2014년 리그 오브 레전드 프로리그 연간 어워드 베스트 서포터상